# Sutivan
Sutivan (olaszul: San Giovanni di Brazza) falu és község Horvátországban, Brač szigetén, Split-Dalmácia megyében. Területe és lakosságának száma alapján egyike a legkisebb területű horvát községeknek.

## Fekvése
Splittől légvonalban 14 km-re délre, a supetari kompkikötőtől közúton 8 km-re nyugatra az Adrián fekvő Brač szigeten, a sziget északi partján fekszik. Főbb településrészei: Spojizbanda, Bunta és Lučica. Ezek mindegyike több kis településből áll mint Mlin, Mostir, Vela Bunta, Mala Bunta (azelőtt Pod Baraku), Novelovi Dvori, Stipanovi Dvori, Žuvića Dvori, Porat, Pod Kaštil, Jankov Dvor, Novi Put, Stasić, Smrdejina, Škrape, Manduhorovića Dvori, Kancilir, Šimatorija, Slavića Dvori és Biskupija. A körülbelül 800 lakosú településnek igazi fürdőtelepülés jellege van. Sutivanon szép parkok, fenyőerdős környezetben lévő fürdésre alkalmas kavicsos strand található.

## Története
Sutivan területe már az ókorban lakott volt. Ezt igazolják azok a leletek, melyeket a Bunta településrészen egy lakóház alapozása közben találtak. Az itt talált ókori sír leletei egy a római uralom korai szakaszában itt állt villagazdasággal, ún. villa rusticával álltak kapcsolatban. Újabb római kori leletek, egy római villa maradványai kerültek elő a település központjában, a Kavanjin család nyaralójának alapozásakor is. A település nevét Szent János tiszteletére szentelt ókeresztény bazilikájáról kapta. A helyi és a brač-szigeti lakosság Stivannak nevezi és így szerepel több írásos forrásban is. A 6. századból származó ókeresztény templom maradványait a mai Szent János templom közelében tárták fel. Az egyhajós épület szentélye három egymással szembeni apszissá ágazik. A templom közelében a romokból és a hely „Mojstir” elnevezéséből ítélve valószínűleg kolostor is állt, melyre utaló írásos forrás azonban nem maradt fenn. A szakemberek a templom és a kapcsolódó romok méretei alapján arra következtettek, hogy az épületek melletti akkori település lakossága mintegy száz fő lehetett.
A legrégibb írásos források a 11. században spliti nemesi családok birtokaként említik ezt a területet. A spliti Cassari családtól Pietro Cirni özvegye vásárolta meg az akkori Gomirjét (ma Donji Humac) minden birtokával és tartozékával együtt. Péter prior 1097-ben kelt végrendeletéből tudjuk, hogy a mai Sutivan környékén fekvő birtokait a San Giovanni de Fonte templomra hagyta. A spliti káptalannak mai Sutivantól nyugatra a Svićuraj-öbölben állt Szent György templom volt a birtokában. Mindebből is látható, hogy a szigetnek ezen a vidékén a középkorban már élénk társadalmi és kulturális élet folyt. Nerežišća település vezetői 1423-ban úgy határoztak, hogy a település addigi határain kívül új legelőket vonnak használatba. Valószínűleg ez a döntés eredményezte a mai Sutivan megszületését. Sutivan igazi fejlődése 1444 után kezdődött, az addigi kalóztámadások ugyanis lehetetlenné tették a tenger melletti területek békés életét. Miután azonban Velence megszerezte a kalózok addigi fő támaszpontját Omišt a bračiak is kimerészkedtek a sziget belsejéből a parti területekre. A Sutivan-öböl és a mellette fekvő termékeny völgyecske Donji Humacról, valamint a szárazföldi Podgoráról és Splitből származó lakosokkal települt be. Az első itt letelepült podgorai család az Ivanović volt, míg a spliti Jakov Natalis az öböl partján épített magának erődített udvarházat. A parti épületek alapjai Velencéhez hasonlóan részben cölöpökre épültek. A település nevének változása a korabeli forrásokban: Stivan (1423.), Villa Stivani (1445.), Stiuano (1499.) Stivano (1519.), Stiuanis (1543.), Castel San Zuanne (1588.), Santo Giovanni (1639.), Sveti Ivan (1700.), Stivanj (1875.).
1611-ben Sutivanon 196 lelket számláltak. 1618-ban mintegy 200, 1681-ben 260, 1697-ben 300 lakosa volt. 1738-ra a lakosság száma meghaladta a 400-at, 1763-ra elérte az 500-at, 1772-re pedig a 700-at. A kikötő keleti részére a velencei-török háborúk idején erődöt építettek, mely a tenger felőli kalóztámadásokkal szembeni védelmet szolgálta. 1700 körül a neves spliti költő Jerolim Kavanjin felépítette itteni parkkal övezett barokk kastélyát. A társasági összejövetelek színhelye a Velika zgradában található loggia volt, míg a Mala zgrada szolgált a tömlöc céljára. A plébániatemplomot 1772-ben bővítették barokk stílusban sok díszítőelemmel. A velencei uralomnak 1797-ben vége szakadt és osztrák csapatok vonultak be Dalmáciába. 1806-ban a sziget az osztrákokat legyőző franciák uralma alá került, de Napóleon lipcsei veresége után újra az osztrákoké lett. 1837-ben megnyílt az első magán fiúiskola. A tanító kezdetben a helyi plébános volt, de három év múlva a tartományi kormányzat állami iskolává nyilvánította. A lányiskola 1882-ben nyílt meg. A horvát nyelv oktatását mindkét iskolában 1886-ban vezették be. A településnek 1822-ben orvosa és patikusa is volt. 1873-ban községi orvos és két bábaasszony szolgálta az egészségügyet a településen. 1893-ban Sutivan adta a sziget bor és olívatermelésének negyedét.
1880 és 1900 között sok sutivani vándorolt ki a jobb élet reményében az amerikai kontinensre, főként az Egyesült Államokba, Argentínába és Chilébe. A településnek 1857-ben 1556, 1910-ben 1505 lakosa volt. 1918-ban az új szerb-horvát-szlovén állam, majd később Jugoszlávia része lett. A második világháború idején a Független Horvát Állam része volt. A háború után a szocialista Jugoszláviához tartozott. A település 1991 óta a független Horvátország része. A Splitska vratán és a Brači csatornán lezajlott tengeri csatában részt vettek Brač és Šolta szigetének védői is. A csatában a horvát erők távozásra kényszerítették a JRM erőit áttörve a blokádot és lehetővé téve a szabad hajózást a horvát tengermelléknek ezen a részén. 1991. november 17-én a Golo Brdo nevű helyen gyilkoltak meg két horvát hazafit Nikša Dragičevićet és Luka Martinićot. Húsz évvel később ezen a helyen állították fel a honvédő háború emlékművét Lovre Jakšić alkotását. A településnek 2011-ben 822 állandó lakosa volt, akik halászattal, mezőgazdasággal, főként szőlő- és olajbogyó termesztéssel, turizmussal foglalkozzak.

## Népesség
| Lakosság változása | Lakosság változása | Lakosság változása | Lakosság változása | Lakosság változása | Lakosság változása | Lakosság változása | Lakosság változása | Lakosság változása | Lakosság változása | Lakosság változása | Lakosság változása | Lakosság változása | Lakosság változása | Lakosság változása | Lakosság változása |
| ------------------ | ------------------ | ------------------ | ------------------ | ------------------ | ------------------ | ------------------ | ------------------ | ------------------ | ------------------ | ------------------ | ------------------ | ------------------ | ------------------ | ------------------ | ------------------ |
| 1857               | 1869               | 1880               | 1890               | 1900               | 1910               | 1921               | 1931               | 1948               | 1953               | 1961               | 1971               | 1981               | 1991               | 2001               | 2011               |
| 1.556              | 1.666              | 1.798              | 1.880              | 1.746              | 1.505              | 1.624              | 962                | 713                | 704                | 641                | 584                | 601                | 641                | 759                | 822                |

## Nevezetességei
- A Mária mennybevétele tiszteletére szentelt plébániatemploma[4] 1576 és 1590 között épült késő reneszánsz stílusban. A 18. század végén barokk stílusban építették át. Ekkor épült karcsú, hagymakupolás harangtornya és a főoltár fényűző tabernákuluma, mely Andrea Bertapelli hvari művész alkotása. A templomnak hét pompás barokk oltára van. Értékes a Rózsafüzér királynője oltár képe az itáliai manierista iskola 17. századi alkotása. Új szembemiséző márvány oltárárát 1996-ban építették. A templomnak annyi értékes liturgikus tárgya van, hogy felmerült egy múzeum létesítése, de erre még nem találtak megfelelő helyet. A Paolo Bruttapelle tervezte harangtornyot a délszláv háború idején újították fel.
- A Bunta településrészen található a Keresztelő Szent János templom,[5] melyet egy 6. századi három apszisú ókeresztény bazilika alapfalaira építettek. A déli fal egy része még az eredeti bazilika alapfalából maradt meg. 1579-től az új templom elkészültéig ez volt a település plébániatemploma. Fából faragott oltára 1649-ben készült a szent képével. 1991-ben a templommal együtt teljesen felújították. A templomban nemesi címeres latin nyelvű tábla található, mely szerint a templomot Jerolimo Natalis spliti kanonok építtette 1655-ben. A mellette található ókeresztény Szent János bazilika alapfalai a 6. századból származnak.
- Szent Rókus tiszteletére szentelt temploma[6] 1635-ben épült fogadalmi templomként a település legmagasabb helyén hálából a pestisjárványtól való megmenekülésért. Az oltárán álló Szent Rókus szobor V. Tironi alkotása. A szentnek a hajóban látható fogadalmi képe 1884-ben készült. Szent Ferenc képe Bernardo Stozzi alkotása a 17. századból. Mindkét kép az Ilić család ajándéka. Szent Miklós képét N. Vlajčić festette 1993-ban. A harangtorony a település domináns építménye, 1889-ben építették.
- Jakov Božićević-Natalis 1505-ben épített reneszánsz kastélyát (régi forrásokban castel San Zuanne) az Ilić család a 18. században barokk stílusban építette át.
- A Marijanović-torony[7] egy négyzet alaprajzú reneszánsz torony, amelyet a hagyomány szerint a poljicai Dražoević nemzetségből származó Marjanovićok építettek a tengerparton a 16. század végén. Földszintjén ma is láthatók a puskalőrések. A torony kétemeletes, tetején sátortetővel. A 18. században nagyobb ablakokat nyitottak rajta, a nyugati homlokzat közepén pedig konzolokon nyugvó erkélyt helyeztek el. A déli oldalon  a földszinten egy ajtót nyitottak, felül pedig napórát szerkesztettek rá.
- A Kavanjin család barokk nyári rezidenciája[8] 1690 és 1705 között épült késő barokk stílusban az egykori gótikus loggia helyén. Az egyemeletes kőépület, amelyet a földszinten részben védőfal vesz körül, megőrizte az előcsarnok, a kápolna és az oldalsó szobák eredeti barokk alaprajzát. A kőtáblán ma is látható a Capogrosso Kavanjin család címere. A 18. századi oldalsó szárny mentén egy tágas park található.
- Az Ilić család szélmalma a 19. század elején épült.[9] A malom mechanikus meghajtó részei mára eltűntek, egykor vászonvitorlái voltak. Ma lakásként használják.
- A Definis-udvarház épületegyüttese a 18. században épült, körülötte tágas kerttel. Művészeti tárgyakból és bútorokból álló gyűjteménye a 19. század elejéről származik.
- A Községháza épülete egy kétszintes kőépület, amelyet 1898-ban emeltek historikus stílusban. Szabályos kőtömbökből épült, profilozott koszorúpárkányokkal és kiemelkedő sarokkövekkel. A tetején a kerítés mögött egy stilizált oromzat található, amelyen csigavonalak és növényi motívumok, valamint a "Obćinski dom" (Községháza) felirat szerepel.
- A horvát hősök emlékműve Lovre Jakšić alkotása.
- Az új temetőben található katakomba 1634-ben épült.